# Снарский (Еврейская автономная область)
Сна́рский — село в Облученском районе Еврейской автономной области России. Входит в Известковское городское поселение.
Названо в честь инженера-путейца Снарского, строителя Транссибирской магистрали.

## География
Село Снарский расположено на Транссибирской магистрали, в двух километрах южнее села проходит автотрасса Чита — Хабаровск.
Село Снарский стоит на реке Кимкан (правый приток реки Кульдур, бассейн Биры).
Дорога к селу Снарский идёт от автотрассы Чита — Хабаровск.
Расстояние до административного центра городского поселения пос. Известковый — около 5 км (на восток по автотрассе Чита — Хабаровск).
От села Снарский на запад идёт дорога к селу Абрамовка, расстояние — около 1 км.

## Население
| 2002 | 2010 |
| ---- | ---- |
| 32   | ↗34  |